# Бейтеджи
Бейтеджи (алб. bejtexhi; дослівно — творці бейтів, тобто двовіршів) — представники так званого орієнтального напрямку (алб. bejtexhinjë) албанської літератури XVIII ст., що виник на базі фольклора під впливом близькосхідної літератури (головним чином — перської поезії, але за посередництвом турецької). Записувалася арабським письмом, частіше поширювалася усно. У лексиці характерна наявність багатьох арабських та турецьких запозичень. Найважливіші представники бейтеджи — Незім Фракула (Nezim Frakulla), Сулейман Наїбі (Sylejman Naibi) і особливо Хасан Зюко Камбері (Hasan Zyko Kamberi).